# Hisatsu Orange Railway
Hisatsu Orange Railway Co., Ltd. (肥薩おれんじ鉄道株式会社, Hisatsu Orenji Tetsudō Kabushiki-gaisha) est une compagnie de transport de passagers qui exploite une ligne de chemin de fer dans les préfectures de Kumamoto et Kagoshima au Japon. Son siège social se trouve dans la ville de Yatsushiro.

## Histoire
La compagnie a été fondée le 31 octobre 2002.
Le 13 mars 2004, à l'occasion de l'ouverture de la ligne Shinkansen Kyūshū, la section de la ligne principale Kagoshima entre les gares de Yatsushiro et Sendai est transférée de la JR Kyushu à Hisatsu Orange Railway. La section devient la ligne Hisatsu Orange Railway.

## Ligne
La compagnie possède une ligne.
| Ligne                        | Nom japonais       | Terminus            | Longueur (km) | Gares |
| ---------------------------- | ------------------ | ------------------- | ------------- | ----- |
| Ligne Hisatsu Orange Railway | 肥薩おれんじ鉄道線 | Yatsushiro - Sendai | 116,9         | 28    |

## Matériel roulant
La compagnie possède 19 autorails.

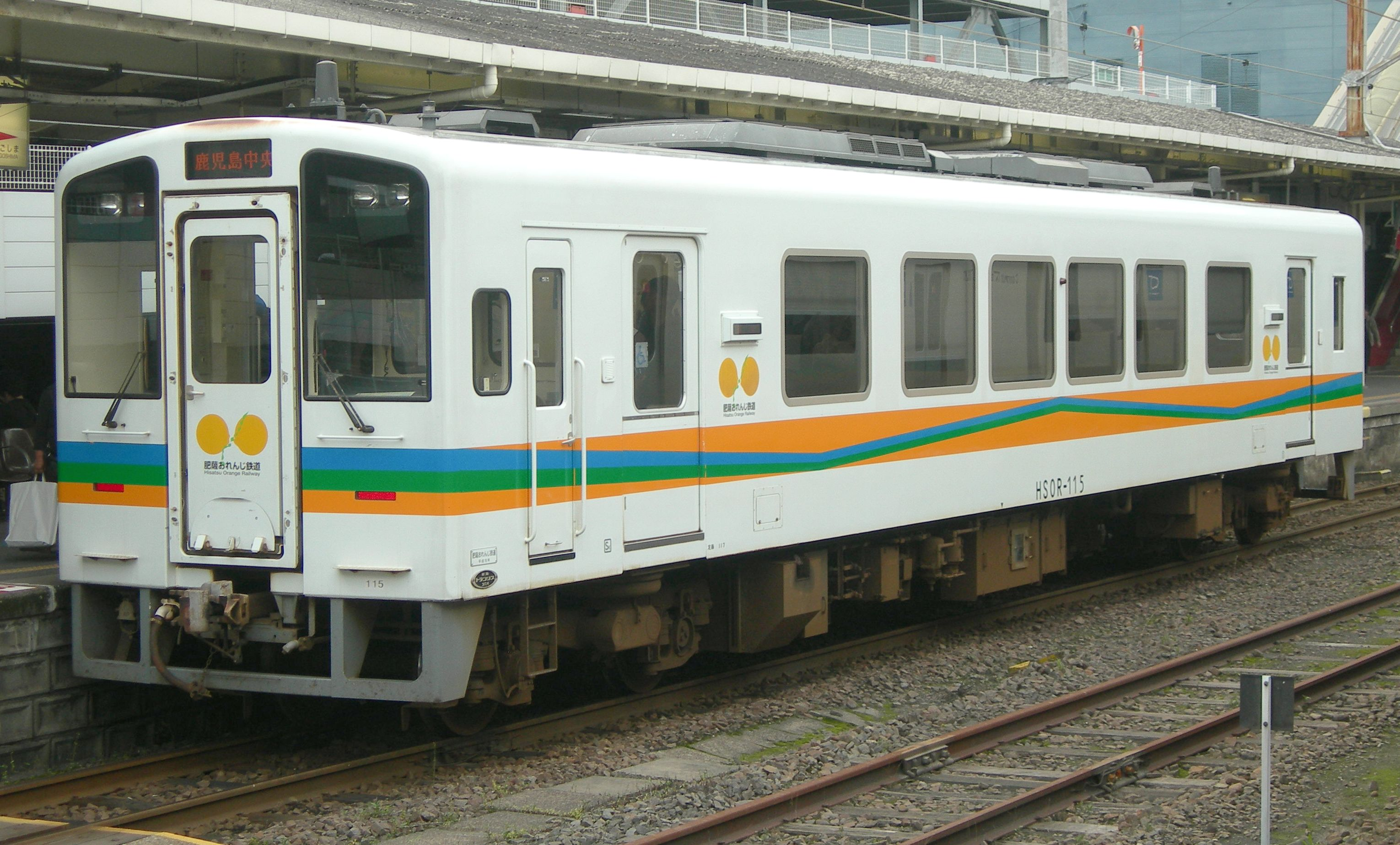
HSOR-100
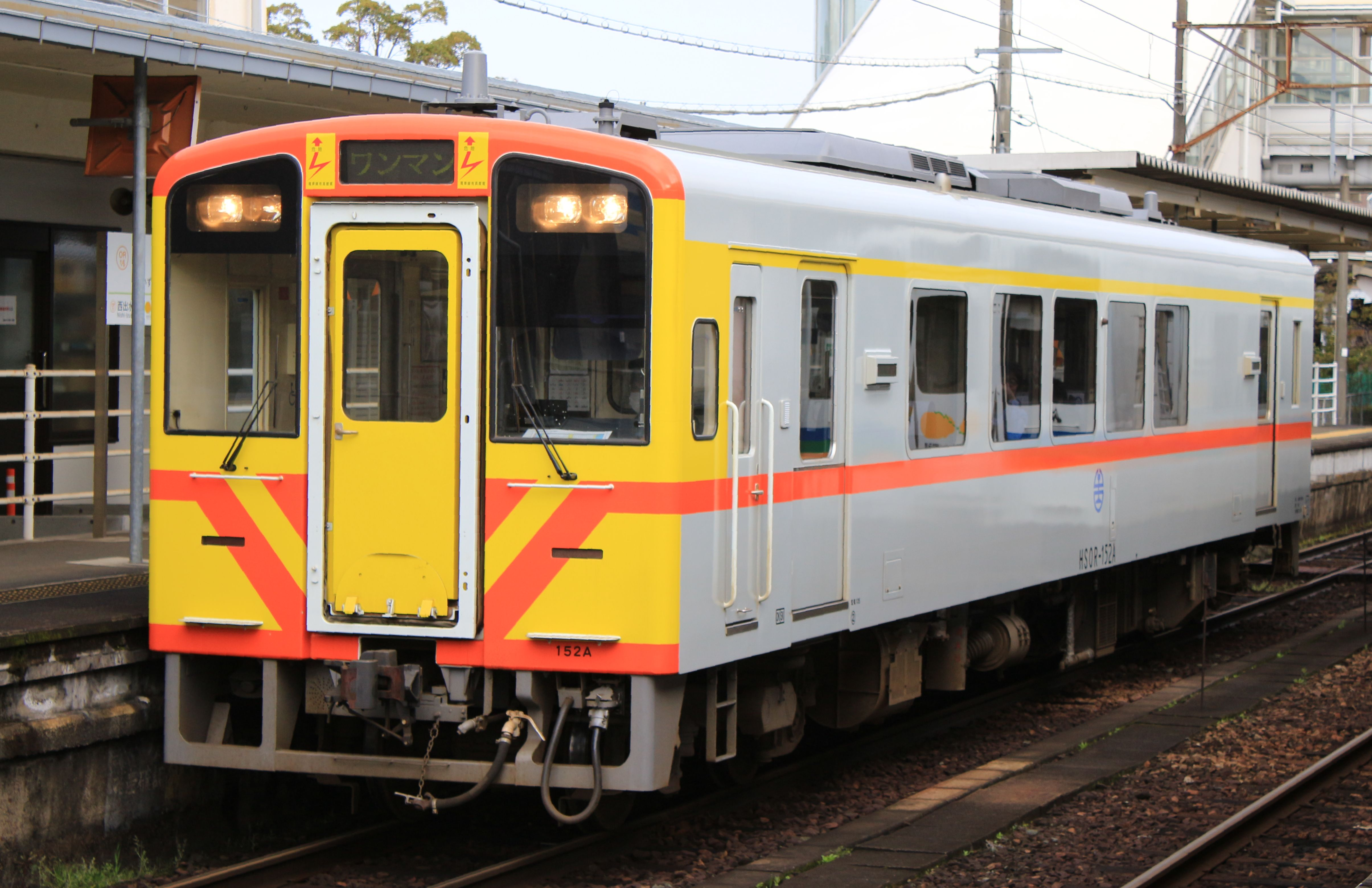
HSOR-150
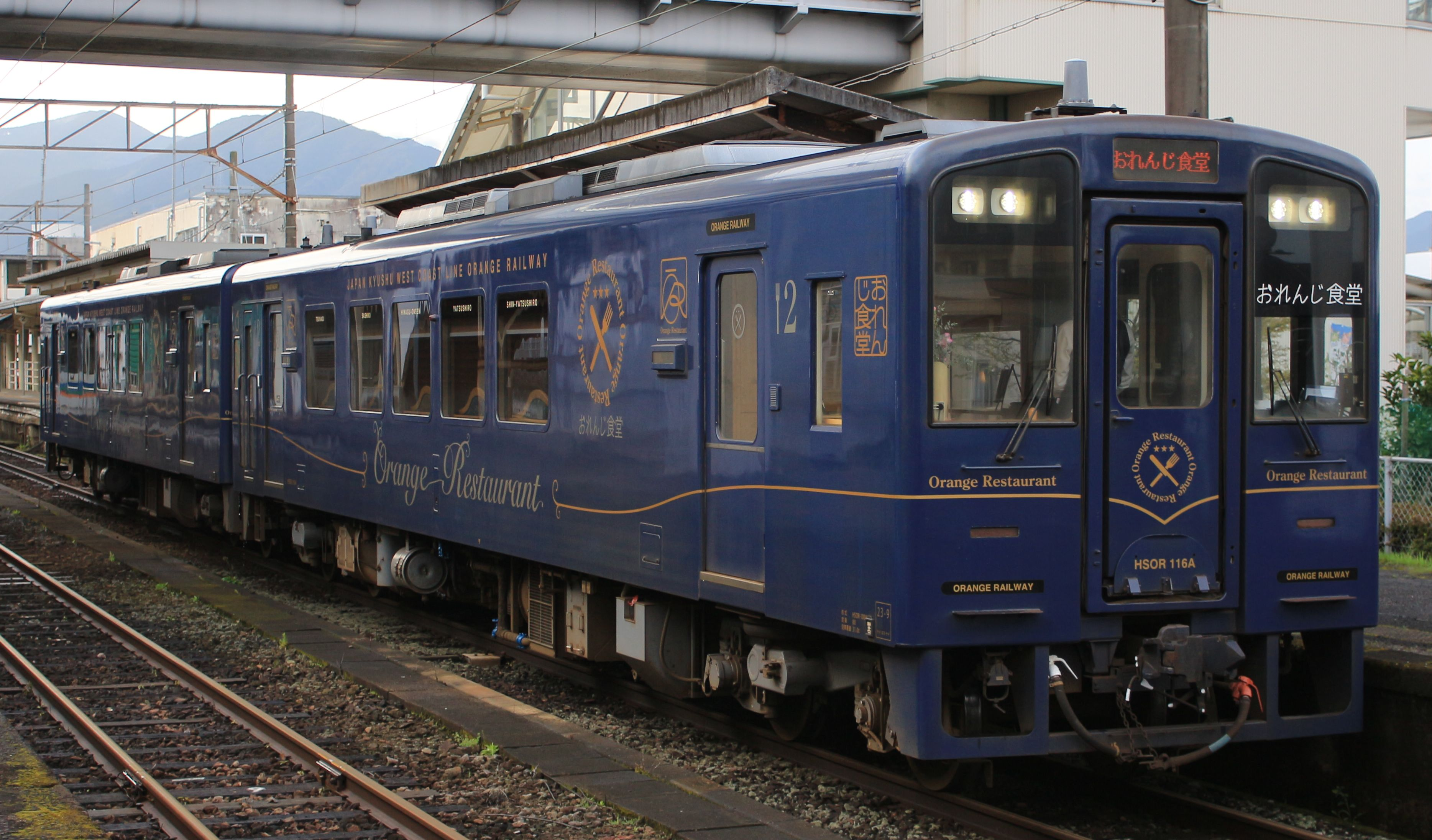
Orange Restaurant Express